# Rocher Mistral
Rocher Mistral est un parc à thème situé au château de La Barben (Bouches-du-Rhône) ouvert depuis le 1er juillet 2021. Différents grands groupes financiers sont actionnaires de la société qui exploite le parc créé par Vianney Audemard d'Alançon. Son développement a fait aussi l'objet d'une subvention de 7 millions d'euros de la part de la Région Provence-Alpes-Côte d'Azur et du département des Bouches-du-Rhône.
Rocher Mistral, qui  propose des spectacles et animations autour de l'histoire et de la culture provençale, bénéficie de soutiens mais suscite aussi un certain nombre de controverses.

## Château de La Barben

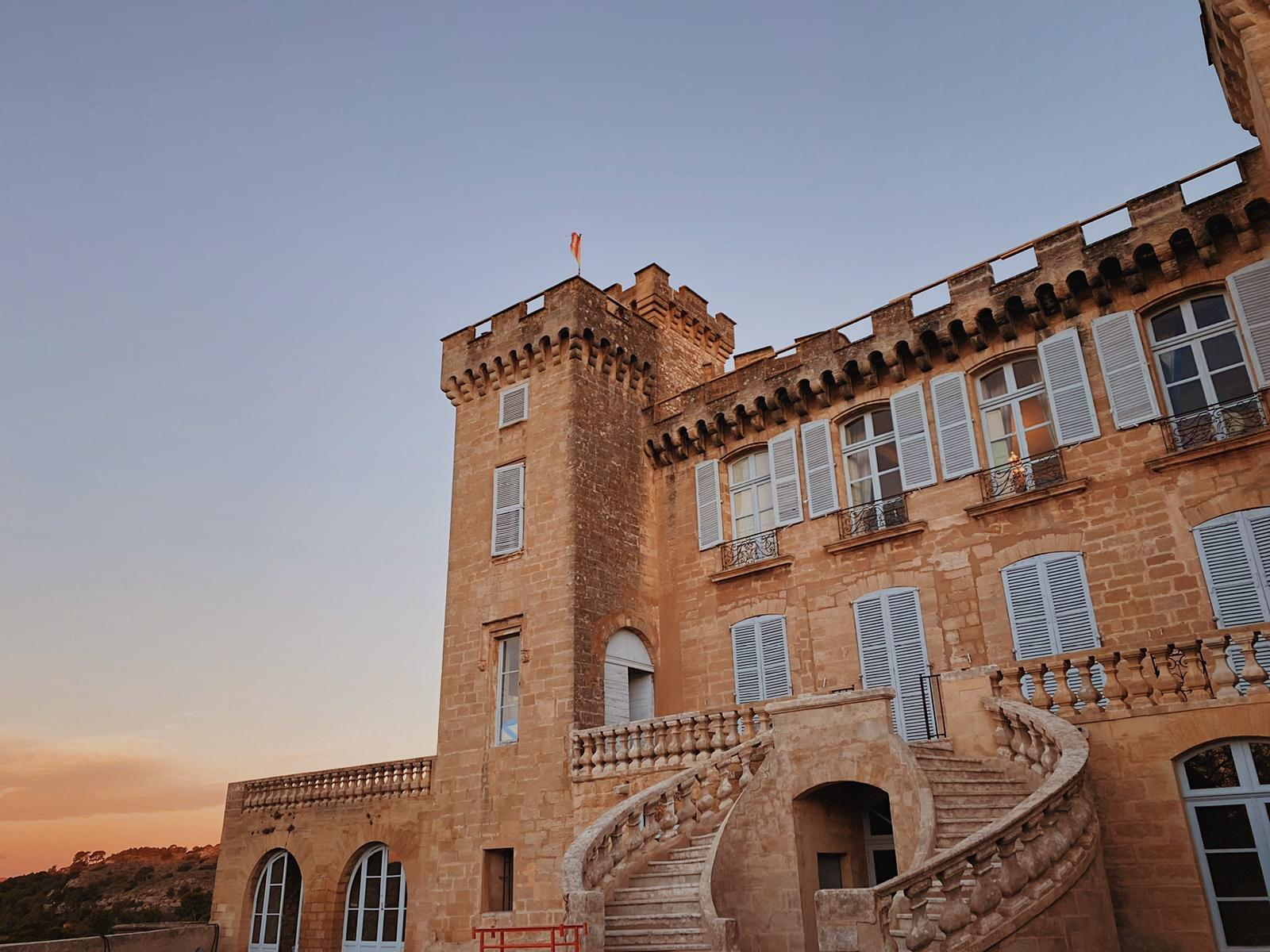
Château de La Barben au coucher du soleil depuis la grande terrasse.

Le château de La Barben est un ancien château fort dont l'origine remonte au XIe siècle siècle, remanié aux XVIIe et XXe siècles, qui se dresse sur la commune française de La Barben dans le département des Bouches-du-Rhône, en région Provence-Alpes-Côte d'Azur.

## Rocher Mistral

### Projet et financement
Le 31 décembre 2019, le château de la Barben est racheté par Vianney Audemard d'Alançon qui a le projet d'y faire des spectacles historiques, comme il l'a fait au château de Saint-Vidal en Haute-Loire qu'il a acheté en 2016,. En 2020, le nouveau propriétaire du Château de la Barben prévoit d'investir 20 millions d'euros afin de créer un « projet touristique » avec spectacles à thématique historique ayant des similitudes avec les spectacles du Puy du Fou,.
Le maître d’ouvrage transmet le 3 juillet 2020, à l’autorité administrative compétente en matière d’environnement, une demande d’examen au cas par cas. Par arrêté préfectoral, en date du 23 juillet 2020, l’autorité chargée de l’examen au cas par cas prend la décision motivée de soumettre le projet à une Étude d'impact.
Le propriétaire, proche des milieux catholiques traditionalistes, est associé dans cette opération avec trois investisseurs et nouveaux copropriétaires du château : Vincent Montagne, patron du groupe Média participations, spécialisé dans l’édition et la presse catholique et membre de la famille Michelin, Benoît Habert, administrateur du Figaro et membre par alliance de la famille Dassault et la famille Deniau,.
Le capital de la société Rocher Mistral SAS est réparti entre Habert Dassault Finance (30 %), Nunc Gestion (Vincent Montagne) (30 %), Ricardo Ranch (famille Deniau) (15%) et la Financière de la Lance (Vianney Audemard d’Alançon) (25%).
Le projet qui nécessite 30 millions d'euros est subventionné à hauteur de 7 millions d'euros par la Région Provence-Alpes-Côte d'Azur présidée par Renaud Muselier (3,35 millions d’euros pour le développement du projet et 300 000 euros pour un projet annexe d’agroécologie) et le département des Bouches-du-Rhône (2,290 millions d’euros) présidé par Martine Vassal qui a défendu ce projet lors de sa campagne pour la mairie de Marseille en 2020,.
Rocher Mistral est un parc à thème proposant des spectacles inspirés de l'histoire de la Provence. L'ouverture du parc a nécessité la restauration du patrimoine et notamment du clos et du couvert, 200 ruches ont été installées sur le domaine. La direction annonce en octobre 2020 la création à terme de 200 emplois directs et 200 indirects.
Le nom Rocher Mistral est une référence à la fois au rocher sur lequel est bâti le château, au vent qui balaie la Provence et à l'écrivain Frédéric Mistral qui a contribué à défendre la langue et la culture provençales.

### Ouverture
Le parc est inauguré le 1er juillet 2021 en présence de Renaud Muselier, président de la Région Sud, et de Jean-Baptiste Lemoyne, secrétaire d’État chargé du tourisme qui déclare : « Rocher Mistral, c’est bien plus qu’un site touristique. C’est un lieu magique, témoin de l’histoire de la Provence, qui dit d’où nous venons et qui nous sommes. Grâce à l’action de passionnés réunis autour de Vianney d’Alançon, remontez les couloirs du temps ! ».
Rocher Mistral ouvre ses portes au public avec un survol de la Patrouille de France. Il ambitionne d'accueillir 150 000 clients.
Lors de sa première saison 2021, Rocher Mistral a proposé plusieurs spectacles et parcours immersifs : le premier raconte la révolte des Cascavèu, Forbin, le chevalier de la Royale narre la vie de Claude de Forbin, chevalier de la Marine Royale de Louis XIV, La quête des bâtisseurs est une animation en mapping vidéo sur les moines de l'abbaye Saint-Victor de Marseille et le parcours d'un paysan, le souffle de la Provence est une animation où sont survolés des lieux célèbres de la Provence à travers les yeux de l'aigle de Bonelli. Pour cette animation, c'est Jean-Pierre Foucault qui a prêté sa voix.
Deux pièces de théâtre sont inspirées de Manon des Sources et de Marius de Marcel Pagnol. Un spectacle de danses traditionnelles provençales autour des costumes provençaux et de la fête de la Saint-Jean, ainsi qu'un spectacle nocturne se jouant dans les jardins à la française, et romançant la création de ces jardins complètent l'offre touristique.
Pour sa première saison, le Rocher Mistral a accueilli près de 100 000 visiteurs, contre 150 000 attendus initialement.
Le 9 avril 2022, le Rocher Mistral débute sa deuxième saison et présente plusieurs nouveautés, dont A Double Tranchant, un spectacle de cascadeurs sur la Provence du XIIe siècle, ainsi que les Lettres de mon moulin, un spectacle musical, et Tartarin de Tarascon, un spectacle de marionnettes, tous deux adaptés des livres d'Alphonse Daudet.
Fin 2022, deux nouveaux partenaires financiers entrent au capital du Rocher Mistral qui cumule sur deux ans 5,7 millions d’euros de pertes d’exploitation.
La troisième saison s'est ouverte le samedi 8 avril 2023 avec de nouvelles attractions et quelques nouveautés.

### Soutiens et critiques
Rocher Mistral reçoit le soutien notamment de Jean-Baptiste Lemoyne, secrétaire d’État au Tourisme ou de Martine Vassal, présidente du département des Bouches-du-Rhône. Des associations et personnalités culturelles et médiatiques apportent également leur soutien comme Jean-Pierre Foucault ou le Félibrige. 
Les spectacles proposés sont également critiqué par des historiens et universitaires qui dénoncent une  « Provence revisitée »  à l'aide de  « clichés désuets et tendancieux » faisant « la promotion d’une Provence blanche, catholique et aristocratique »,.

### Controverses et procédures judiciaires
Depuis son ouverture, le parc à thème est l'objet de polémiques parmi les riverains et les défenseurs de l’environnement, du patrimoine et de l'histoire : 
Le projet de complexe touristique au château de la Barben divise. Certains riverains réunis en association s’inquiètent de « la démesure du projet Rocher Mistral ». Après une plainte de voisins membres de l'association de riverains, le 28 septembre 2021, pour nuisances sonores, le tribunal judiciaire d'Aix-en-Provence saisi en référé a donné raison à Rocher Mistral, par ordonnance du 12 octobre 2021, estimant qu'il n'y avait pas de « trouble manifestement illicite ».
Le 25 juin 2021, l’association France nature environnement assigne la société Rocher Mistral devant le juge des référés devant le tribunal judiciaire d'Aix-en-Provence afin de constater l'existence d'un trouble manifestement illicite consistant en la réalisation de travaux de construction et d'aménagement sans autorisation d'urbanisme et d'interdire la poursuite des travaux et l'utilisation des aménagements.
Le 22 juillet 2021, le parc est visé par diverses actions en justice, notamment de la part de France Nature Environnement. Il est alors assigné en référé devant le tribunal judiciaire d'Aix-en-Provence. Il lui est reproché de ne pas avoir fait d'étude d'impact comme imposé par le code de l'environnement, les conséquences de l'augmentation de la circulation automobile et les risques d'inondations, conséquences des travaux de terrassement. Une première assignation émanant d'autres plaignants et datant du 28 mai pointe des raisons écologiques et aussi l'absence d'étude d'impact (travaux réalisés sans autorisations). Le maire, Franck Santos déclare « Des permis de construire ont été refusés, d'autres sont en cours, et pourtant des aménagements ont été faits ».
Toutefois, le 23 novembre 2021, France nature environnement est déboutée par le tribunal judiciaire d'Aix-en-Provence, celui-ci estimant que leurs requêtes ne portaient pas sur le domaine de compétences de l'association, à savoir la défense de l'environnement. L’association FNE interjette appel devant la Cour d’appel d’Aix-en-Provence qui rejette son recours le 16 juin 2022 et confirme l’ordonnance du tribunal judiciaire d’Aix-en-Provence.
Du 20 septembre au 14 octobre 2021, La Tribune de l'Art de Didier Rykner publie une enquête intitulée Menaces sur le château de La Barben et composée de treize articles. Dans cette enquête, Didier Rykner accuse notamment Rocher Mistral d'avoir dénaturé le monument et ses abords, d'avoir mené des travaux sans autorisations portant atteinte au château de La Barben, d'avoir perturbé une colonie de murins à oreilles échancrées, espèce protégée de chauves-souris, ou de falsifier l'histoire. Le président de la région Provence-Alpes-Côte d'Azur envisage alors de revenir sur les subventions accordées au projet.
Le 25 octobre 2021, un arrêté municipal ordonne la fermeture au public du parc et du jardin pour défaut d’accessibilité aux personnes handicapées. Le directeur du parc le juge illégal et maintient les lieux ouverts.
En avril 2022, le maire prend deux arrêtés pour ordonner la fermeture du potager et du jardin. La direction du parc décide de laisser ces espaces ouverts et dépose un recours judiciaire en annulation.
Le 9 juillet 2022, la direction du parc met en demeure le maire à la suite d’un différend de propriété.
Le 21 septembre 2022, la direction du parc annonce qu’elle a déposé une plainte contre le Maire pour harcèlement, prise illégale d’intérêts et abus de pouvoir. Le 23 septembre, les services techniques municipaux rouvrent le chemin communal d’accès piétons.
En 2023, le contentieux se poursuit entre le parc et la mairie.
Le « Rocher Mistral » conteste la prise de trois arrêtés municipaux de sursis à statuer, signés cette fois par l’adjointe au maire qui repousseraient l’obtention des permis d’aménager de deux ans. La direction du parc annonce, le 12 janvier 2023, sa volonté de réclamer devant le tribunal administratif de Marseille 14 millions d’euros de dommages et intérêts à la commune.
La Direction régionale de l'Environnement, de l'Aménagement et du Logement (DREAL) de PACA est saisie par le Préfet des Bouches-du-Rhône pour autoriser le projet, pour avis de la MRAe de PACA. Les demandes tardives du porteur de projet (Rocher Mistral) ne datent que du 14 décembre 2022 (défrichement) et du 23 janvier 2023 (permis d’aménager). Le 9 février 2023, l'Autorité environnementale rend un avis dans lequel elle constate une analyse « pas suffisamment approfondie », des mesures de protection « pas à la hauteur », une  «atteinte significative aux objectifs de conservation du site Natura 2000 » et un « dérangement irreversible » pour la biodiversité notamment les chauves-souris. Enfin, la MRAe recommande de réaliser une nouvelle étude d'impact sonore du projet qui prenne en compte la totalité des sources sonores, évalue l'impact pour les habitations situées à proximité et propose toutes mesures à même de garantir le respect des seuils réglementaires à l'extérieur du parc.
Le 11 avril 2023, le député des Bouches-du-Rhône Manuel Bompard, pose deux questions au gouvernement sur le parc Rocher Mistral (financement public et survol de la patrouille de France),. Sur le survol du parc par la patrouille de France, le ministère des armées répond le 27 juin 2023 : « Les survols, comme les démonstrations aériennes, opérés dans le cadre des missions de rayonnement de l'armée de l'air de l'espace et de ses ambassadeurs font l'objet d'une programmation annuelle validée par le cabinet du ministre des armées. Des survols n'entraînant pas de missions dédiées, c'est-à-dire réalisés à l'occasion d'une autre mission, peuvent être autorisés en complément de cette programmation annuelle. Compte tenu de la proximité du parc et de la zone d'entraînement de la Patrouille de France (PAF), le choix a été pris de mutualiser l'entraînement et le survol du parc à l'occasion de l'inauguration du parc, à des fins de rayonnement local. Cette mission du programme d'entraînement de la PAF est donc à la charge du ministère des armées ».
Le 28 avril 2023, la sous-commission départementale pour la sécurité contre les risques d’incendie et de panique effectue une visite inopinée. Dans son rapport, elle se dit « défavorable à la poursuite de l’exploitation de l’établissement ». Elle observe « des lacunes dans la culture de la sécurité et de la maîtrise technique des installations de la part de l’équipe d’encadrement ». En outre, la sous-commission a constaté que l’exploitant a ouvert un troisième circuit dit circuit "visite” sans avoir déposé de dossier de demande d’autorisation.
Selon le journal La Marseillaise, la direction du parc est convoquée le 11 avril 2023 devant le tribunal judiciaire d'Aix-en-Provence pour répondre des travaux d'aménagement litigieux depuis le 30 septembre 2019. Le 12 avril 2023, le site https://www.reporterre.net indique qu´à la demande de la défense, l'audience en correctionnelle est reportée au 14 novembre 2023.
Le 13 juin 2023, le préfet de la Région Sud prend un arrêté de sursis à statuer à la suite d'une demande de la direction du parc de défrichement d'une zone pour y bâtir des tribunes, un marché provençal dôté de 11 bâtiments et un parking.
Le 6 juillet 2023, le juge des référés du tribunal administratif de Marseille suspend les trois arrêtés municipaux attaqués par la direction du parc en janvier 2023.
Le 14 novembre 2023, la société Rocher Mistral et Vianney d’Alençon comparaissent devant le tribunal correctionnel d’Aix-en-Provence pour répondre des infractions aux codes du patrimoine, de l’urbanisme et de l’environnement commises envers le château de la Barben et ses abords.
Accusés d'avoir réalisé des travaux et aménagements sans autorisation, le Rocher Mistral et son propriétaire sont condamnés par le tribunal correctionnel d'Aix-en-Provence, le 13 février 2024, à une amende de 70 000 euros avec sursis pour le parc, et de 20 000 euros avec sursis pour son propriétaire et à remettre en état les extérieurs du château de La Barben. La dalle en béton et la tranchée à l'entrée de la grande galerie, les structures en bois et la rampe d'accès devront être retirées, et ce dans un délai de neuf mois. L'ancien potager devra lui aussi retrouver son état initial. Le parc a décidé de faire appel.